# サン総合メンテナンス
株式会社サン総合メンテナンス（英: Sun Sougou Maintenance.Co., Ltd. ）は、かつて愛知県稲沢市に本社を置いたパン・パシフィック・インターナショナルホールディングス傘下の店舗メンテナンス会社である。店舗施設に関わる総合メンテナンスサービスを提供していた。

## 概要
ユニーの店舗施設管理部門を分社化。主にユニーの店舗において、設置されている電気・空調機・冷凍機・消防などの諸設備の運転・点検及び小修理を行う他、警備、清掃などを、委託先の株式会社サン東海ビルメンテナス、朝日メインテナンス工業株式会社等と共に行っていた。2023年8月31日、同社は親会社ユニーに合併され解散した。

## 事業内容
- メンテナンス（建物・設備等の維持管理）事業
- リフレッシュ（施設改修・設計監理業務）事業
- セキュリティ（保安・警備）事業
- クレンリネス（清掃）事業
- サニテーション（衛生管理）事業
- 物販（関連機器・資材等の元請け販売）事業
- CVSメンテナンス（コンビニエンスストアの清掃・防犯・廃棄物回収・店舗設備管理）事業

## 事業所
ユニーの各地域事務所の中に営業部があった。
- 営業本部・中京西営業部 ・中京南営業部 ・中京中営業部 ・中京北営業部（稲沢市）
- 南関東営業部 ・北関東営業部（横浜市神奈川区）
- 静岡営業部（静岡市駿河区）
- 北陸営業部（金沢市）